# Andrea Vilz
Andrea Vilz (verheiratete Andrea Ambrus) ist eine ehemalige deutsche Basketballspielerin.

## Laufbahn
Vilz spielte in der Damen-Bundesliga für den VfL Bochum sowie die BG Dorsten. Mit Bochum sammelte sie auch Spielerfahrung im Europapokal, in der Saison 2003/04 wurde sie mit Dorsten deutscher Pokalsieger sowie Vizemeister. Im Jahr 2000 bestritt die 1,86 Meter messende Spielerin sechs A-Länderspiele für Deutschland. In der Saison 2016/17 kehrte sie nach jahrelanger Basketballpause beim in Herne ansässigen Oberligisten Ruhrpott Baskets aufs Spielfeld zurück. Dort spielte sie bis 2018.